# NGC 4693
NGC 4693 este o galaxie spirală situată în constelația Dragonul. A fost descoperită în 7 aprilie 1793 de către William Herschel. Se află la o distanță de 29,92 de megaparseci de Pământ.